# Harmatsúly
A harmatsúly súlycsoport az  ökölvívásban.

## Amatőr ökölvívás
Az amatőr ökölvívásban harmatsúlyúnak az 51–54 kg közötti versenyzőket nevezzük.
- 1904: 105–115 font (47,6–52,2 kg)
- 1908: 116 alatt  (52,6 kg)
- 1920-1928: 112–118 font (50,8–53,5 kg)
- 1932–1936: 112–119 font (50,8–54,0 kg)
- 1948-tól: 51–54 kg

### A harmatsúly olimpiai bajnokai
- 1904  Oliver Kirk (Amerikai Egyesült Államok)
- 1908  Henry Thomas (Egyesült Királyság)
- 1920  Clarence Walker (Dél-Afrika)
- 1924  William Smith (Dél-Afrika)
- 1928  Vittorio Tamagnini (Olaszország)
- 1932  Horace Gwynne (Kanada)
- 1936  Ulderico Sergo (Olaszország)
- 1948  Csík Tibor (Magyarország)
- 1952  Pentti Hämäläinen (Finnország)
- 1956  Wolfgang Behrendt (Németország)
- 1960  Oleg Grigorjev (Szovjetunió)
- 1964  Szakurai Takao (Japán)
- 1968  Valeriy Sokolov (Szovjetunió)
- 1972  Orlando Martínez (Kuba)
- 1976  Ku Jongdzsu (Gu Yong-Ju) (Észak-Korea)
- 1980  Juan Hernández (Kuba)
- 1984  Maurizio Stecca (Olaszország)
- 1988  Kennedy McKinney (Amerikai Egyesült Államok)
- 1992  Joel Casamayor (Kuba)
- 1996  Kovács István (Magyarország)
- 2000  Guillermo Rigondeaux (Kuba)
- 2004  Guillermo Rigondeaux (Kuba)
- 2008  Enhbat Badar-Uugan (Mongólia)
- 2012  Luke Campbell (Nagy-Britannia)
- 2016  Robeisy Ramírez (Kuba)

### Amatőr harmatsúlyú világbajnokok
- 1974  Wilfred Gómez (Puerto Rico
- 1978  Adolfo Horta (Kuba)
- 1982  Floyd Favors (Amerikai Egyesült Államok)
- 1986  Mun Szonggil (Mun Seong-gil) (Dél-Korea)
- 1989  Enrique Carrión (Kuba)
- 1991  Szerafim Todorov (Bulgária)
- 1993  Alekszandar Hrisztov (Bulgária)
- 1995  Raimkul Malahbekov (Oroszország)
- 1997  Raimkul Malahbekov (Oroszország)
- 1999  Raicu Crinu-Olteanu (Románia)
- 2001  Guillermo Rigondeaux (Kuba)
- 2003  Ağası Məmmədov (Azerbajdzsán)
- 2005  Guillermo Rigondeaux (Kuba)
- 2007  Szergej Vodopjanov (Oroszország)
- 2009  Detelin Dalakliev (Bulgária)
- 2011  Lázaro Álvarez (Kuba)
- 2013  Cavid Çələbiyev (Azerbajdzsán)
- 2015  Michael Conlan (Írország
- 2017  Kairat Yeraliyev (Kazahsztán)
- 2019
- 2021
- 2023

## Profi ökölvívás
A Profi ökölvívásban a felső súlyhatár 118 font (53,5 kg).

### A nagy világszervezetek harmatsúlyú világbajnokai
| WBA                         | WBC                          | IBF                      | WBO                      |
| Naoya Inoue 17-0 (15 KO)    | Nordine Oubaali 15-0 (11 KO) | Naoya Inoue 17-0 (15 KO) | Zolani Tete 28-3 (21 KO) |
| Szuperbajnok                |                              |                          |                          |
| Nonito Donaire 39-5 (25 KO) |                              |                          |                          |